# Dupuy-Berberian
| Philippe Dupuy en juliol de 2007 (esquerra), i Charles Berberian en 2008. |  | Philippe Dupuy en juliol de 2007 (esquerra), i Charles Berberian en 2008. |
| Philippe Dupuy en juliol de 2007 (esquerra), i Charles Berberian en 2008. |  |                                                                           |

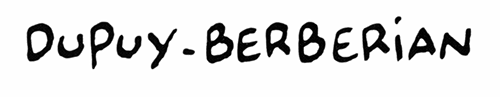
Signatura de Dupuy-Berberian.

Dupuy-Berberian és el nom artístic del duo format per Philippe Dupuy (nascut el 12 de desembre de 1960, a Sainte-Adresse, França) i Charles Berbérian (nascut el 28 de maig de 1959, a Bagdad) són uns dibuixants de còmic francesos coneguts per les seves sèries de còmics franco-belgues i àlbums on apareix el personatge Monsieur Jean, creat per influència de l'obra de Jacques Tati.
Col·laboren en tot el procés treballant a quatre mans, des del guió fins al dibuix i la tinta, fins a l'extrem de la impossibilitat de saber quin dels dos és el responsable de cada cosa. L'any 2003 decidiren treballar per separat, i fins aleshores han publicat material en solitari com va fer Dupuy el 2005 amb la publicació de Hanté.

## Obra
- Le Petit Peintre (Magic Strip, 1985
- Chantal Thomas (Michel Lagarde, 1987)
- Les Héros ne Meurent Jamais (L'Association, 1991)
- Le Monde est Fou (À Suivre, 1997) — basat en el guió de Vincent Ravalec
- Monsieur Jean 4: Vivons heureux sans avoir l'air (1999)
- The Complete Universe of Dupuy-Berberian (Oog en Blik, 2006)
- Il·lustració del cartell de la pel·lícula Mondovino de Jonathan Nossiter per al DVD publicat a Espanya (D.L. B-39267-2006)(2006)

## Premis
- 1989: Premi al millor llibre de còmic al Festival del Còmic d'Angulema, França
- 1999: Premi al millor llibre de còmic al Festival Internacional de Còmics d'Angoulême, França
- 2003: Premi Inkpot, Estats Units
- 2006: nominació al millor llibre de còmic Festival Internacional de Còmics d'Angoulême, França (sols a Philippe Dupuy)
- 2008: Grand Prix de la ville d'Angulema[3]